# 391

391(삼백구십일)은 390보다 크고 392보다 작은 자연수다.

## 수학
- 합성수로, 그 약수는 1, 17, 23, 391이다. 진약수의 합은 41이므로, 391은 부족수다.
  - 122번째 반소수다. 앞의 반소수는 386, 다음 반소수는 393이다.
- 13번째 중심있는 오각수다. 앞의 중심있는 오각수는 331, 다음은 456이다.
- {\displaystyle 47^{4}-1}은 391로 나누어떨어진다.

## 과학
- NGC 391(영어판): 고래자리 방향에 있는 은하.

## 교통
- 고속도로
  - 유럽 고속도로 391호선(영어판): 러시아 트로스나에서 우크라이나 흘루히우까지 이어지는 유럽 고속도로.
  - 아우토반 391호선(영어판, 독일어판): 독일의 고속도로.
  - 오토루트 391호선: 프랑스의 고속도로 오토루트 39호선(프랑스어판)의 지선도로.
- 국도
  - 일본 391번 국도(일본어판): 홋카이도 구시로시에서 아바시리시까지 이어지는 일본의 국도.
- 기타 도로
  - 현도 제391호선

## 군사
- U-391(영어판): 제2차 세계 대전에 사용된 나치 독일의 군용 잠수함.

## 문화유산
- 대한민국의 보물 제391호: 부산진순절도
- 대한민국의 사적 제391호: 고창 죽림리 지석묘군

## 기타
- 연도: 391년, 기원전 391년